# Izra
Izra est un affluent gauche de la rivière Roňava, elle-même affluente du Bodrog dans le bassin du Danube, en Slovaquie, donc un sous-affluent du Danube par la Tisza. 

## Géographie

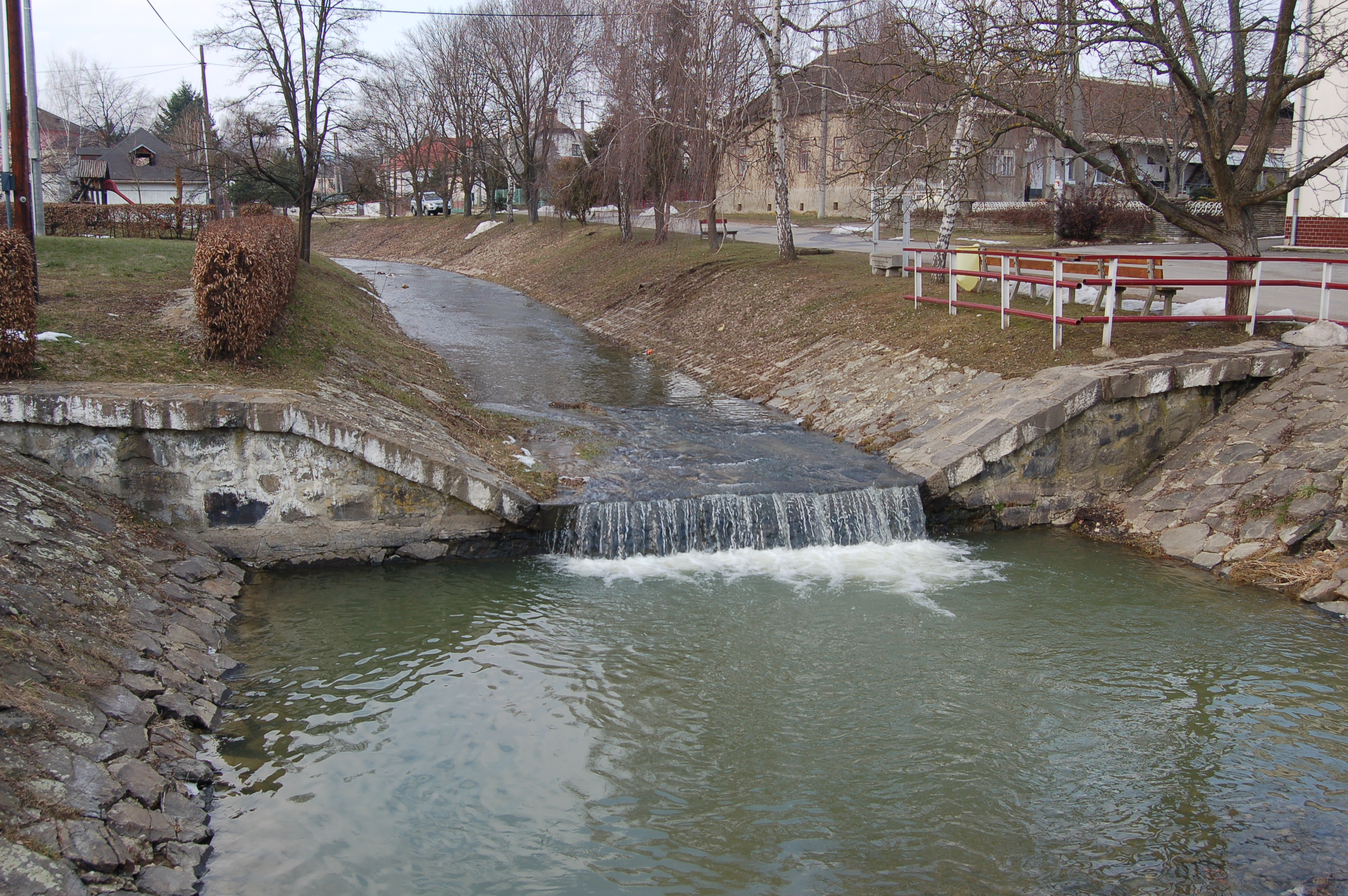
Izra au milieu du village de Brezina

La source se situe dans les Slanské vrchy à 535m d’altitude au sud-est de la montagne du Grand Milič (slovaque : Veľký Milič) (altitude 895,0m). Il rejoint la Roňava après 14,3 kilomètres près de Michaľany. Un lac de 3,70 ha dont la longueur maximale est de 250 m et la largeur de 212 m a pour origine un glissement de terrain. C'est le plus grand lac naturel slovaque qui ne soit pas d'origine glaciaire.

## Communes traversés
- Slanská Huta, Brezina, Kazimír, Michaľany